# Jelonek (województwo zachodniopomorskie)
Jelonek – wieś w Polsce położona w województwie zachodniopomorskim, w powiecie szczecineckim, w gminie Borne Sulinowo. Miejscowość wchodzi w skład sołectwa Jeleń, 1 km na wschód od drogi krajowej nr 20 ze Stargardu do Gdyni.